# Tatabánya
Tatabánya (tysk Totiserkolonie) er en by i det nordlige Ungarn med 65.861(2024) indbyggere. Byen er hovedstad i provinsen Komárom-Esztergom.